# St. Bonifacius (Rettgenstedt)

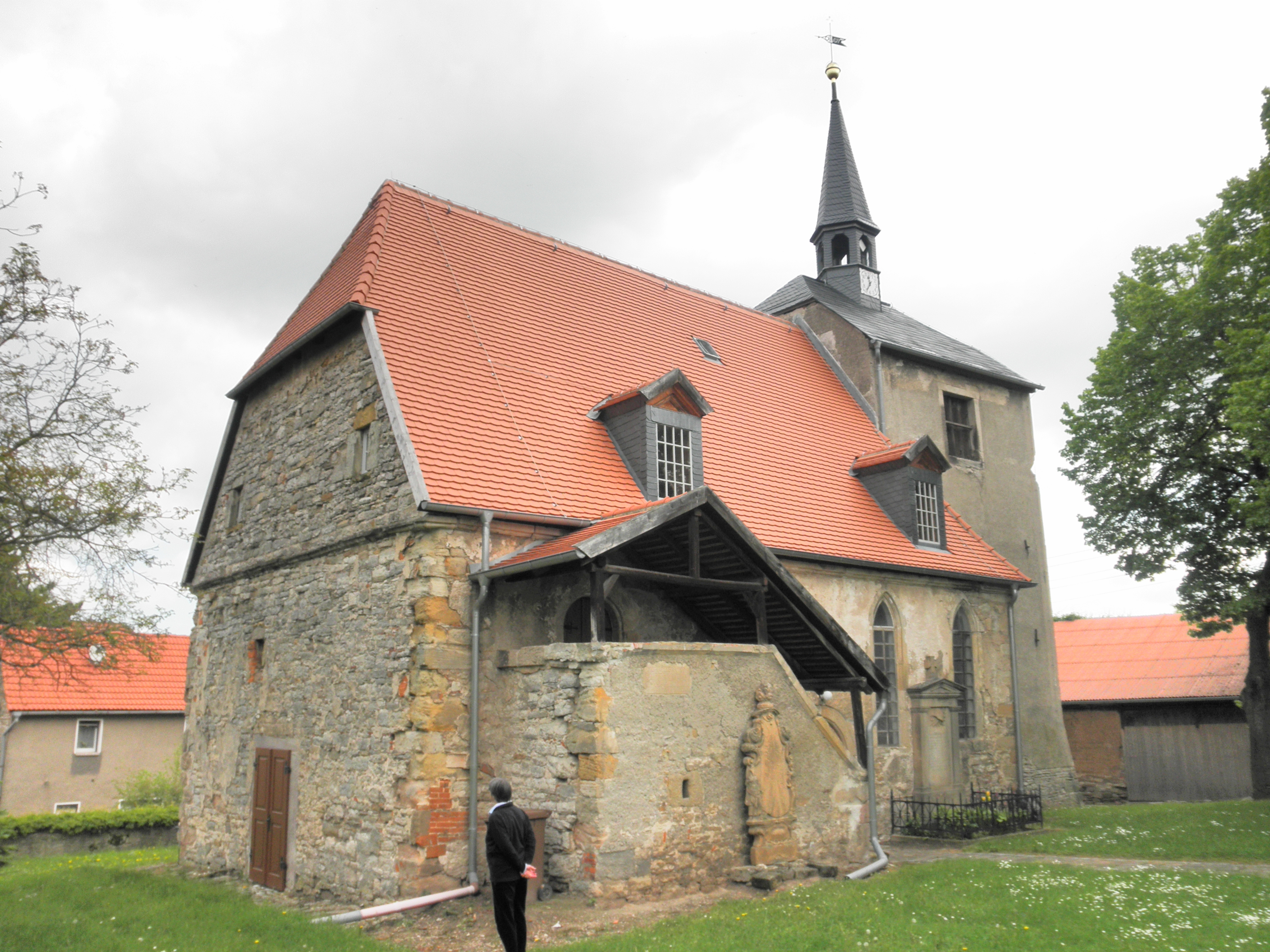
St. Bonifacius

Die evangelisch-lutherische, denkmalgeschützte Kirche St. Bonifacius steht im Ortsteil Rettgenstedt der Gemeinde Ostramondra im Landkreis Sömmerda in Thüringen. St. Bonifacius gehört zur Kirchengemeinde RG Kölleda vom Pfarrbereich Kölleda-Ostramondra im Kirchenkreis Eisleben-Sömmerda der Evangelischen Kirche in Mitteldeutschland.

## Beschreibung
Die Saalkirche hat einen eingezogenen, stark nach Norden versetzten Chorturm, der aus dem 13. Jahrhundert stammt. Er ist mit einem schiefergedeckten Krüppelwalmdach bedeckt, aus dem sich ein Dachreiter erhebt. Das ebenfalls mit einem Krüppelwalmdach bedeckte Kirchenschiff wurde im Jahr 1576 angebaut. An seiner Südseite sind drei spitzbogige Fenster in einem spätgotischen Gewände. Zwei der Fenster wurden später vergrößert. Daneben befinden sich die Treppe zu den Emporen und zwei rundbogige Portale. Das Kirchenschiff und der Chor werden durch einen erneuerten Triumphbogen getrennt, an dessen Nordseite ein romanischer Kämpfer mit dem Ansatz des ehemaligen niedrigen romanischen Triumphbogens erhalten ist. Der Chor ist mit einem hölzernen Tonnengewölbe überspannt. An seiner Nordseite steht ein vergittertes Sakramentshaus. Das Kirchenschiff hat an drei Seiten zweigeschossige Emporen, deren Brüstungen marmoriert sind. Ein kleiner Kanzelaltar ist aus der 2. Hälfte des 18. Jahrhunderts. An der Wand vor dem Chor hängt ein spätgotisches Kruzifix. Davor steht das Taufbecken. Die Orgel mit elf Registern, verteilt auf zwei Manuale und Pedal, wurde 1905 von Adam Eifert gebaut.